# HD185139
HD185139 — хімічно пекулярна зоря спектрального класу A5, що має видиму зоряну величину в смузі V приблизно  6,2.
Вона  розташована на відстані близько 324,5 світлових років від Сонця.

## Фізичні характеристики
Телескоп Гіппаркос зареєстрував фотометричну змінність  даної зорі з періодом    0,06 доби в межах від  Hmin= 6,35 до  Hmax= 6,28.

## Пекулярний хімічний склад
Зоряна атмосфера HD185139 має підвищений вміст 
Sr
.